# Déviance et société
Déviance et société est une revue scientifique internationale créée en 1977. Cette revue publie les analyses, à travers les courants de recherche les plus récents, des phénomènes de société tels que l’insécurité, les drogues, la délinquance, la prostitution, la corruption, la criminalité organisée, ou encore les peines privatives de liberté. L'outil bibliométrique Google Scholar Metrics lui confère en 2015 un H-index de 7 sur les cinq dernières années, ce qui en fait la revue la plus citée de la criminologie francophone.
Sur la base d’une culture de coopération scientifique internationale, Déviance et société propose des textes relatifs à l’analyse des normativités, des déviances, des politiques de prévention et du processus pénal.
Elle est éditée par l'éditeur genevois Médecine et hygiène et diffusée sur Cairn.info.

## La collection
En 1976, le Comité éditorial de Déviance et société a créé parallèlement à la revue et sous le même titre, une collection d’ouvrages. Cette collection, tout comme la revue, était éditée par Médecine et hygiène à Genève. La collection aujourd’hui est gérée par l’Harmattan à Paris, elle fait partie de la série « Déviance » (à côté des publications du CESDIP et du GERN) de la collection « Logiques sociales » .